# Heinrich Weidmann
Heinrich Weidmann (* 25. April 1888 in Bad Hersfeld; † 12. März 1969 in Wanne-Eickel) war ein deutscher Politiker der CDU.

## Leben und Beruf
Weidmann wuchs als Sohn eines evangelischen Landwirtes auf. In Bad Hersfeld besuchte er von 1894 bis 1902 die Bürgerschule, danach bis 1905 die Handelsschule, anschließend absolvierte er eine kaufmännische Lehre. Seinen Militärdienst leistete er von 1907 bis 1909 beim Bezirkskommando in Erbach (Odenwald). Anschließend zog er ins Ruhrgebiet und war als kaufmännischer Angestellter in der Verwaltungen der Zechen Hannover und Hannibal in Bochum-Hordel tätig. Während des Ersten Weltkriegs war er Feldwebel im Sanitätsdienst. Nach dem Krieg kehrte er in seine bisherige Tätigkeit zurück, dieser ging er bis 1953 nach.
Weidmann war Mitbegründer der Bekennenden Kirche in Westfalen und gehörte dem Bruderrat der Bekennden Kirche der Johanneskirche in Eickel an. In der Zeit des Nationalsozialismus zeichnete er sich durch seine moralische Integrität aus.
Weidmann war mit Maria, geborene Huth, verheiratet. Aus der Ehe gingen drei Kinder hervor.

## Politik
Weidmann zählte zu den Mitbegründern der CDU und wurde zweiter Kreisvorsitzender seiner Partei im Stadtkreis Wanne-Eickel.
Am 22. Oktober 1946 wurde er vom Stadtrat zum Oberbürgermeister von Wanne-Eickel gewählt, als erster demokratisch gewähltes Stadtoberhaupt nach dem Zweiten Weltkrieg. In diesem Amt setzte er sich für Kriegsgeschädigte und -versehrte, Flüchtlinge und Heimkehrer ein, förderte Wohlfahrtsorganisationen und ebnete den Wiederaufbau der Stadt sowie die Inbetriebnahme der Straßenbahn nach Bochum. Nach der Kommunalwahl 1948 änderten sich die Mehrheitsverhältnisse zugunsten der SPD, zum neuen Oberbürgermeister wurde Edmund Weber gewählt. Weidmann schied am 2. November 1948 aus seinem bisherigen Amt aus, wurde jedoch zum Bürgermeister ernannt. In diesem Amt blieb er bis zum 18. März 1961.
Neben seiner kommunalpolitischen Tätigkeit gehörte er auch dem Polizeiausschuss des Polizeipräsidiums Bochum an, ferner war er Vorstandsmitglied des Westfälisch-Lippischen Sparkassen- und Giroverbandes in Münster sowie der Sparkasse Wanne-Eickel. Von 1953 bis 1956 gehörte er der Landschaftsversammlung Westfalen-Lippe an.

## Ehrungen
- Ehrenring der Stadt Wanne-Eickel, verliehen am 22. Dezember 1959
- Bundesverdienstkreuz am Bande, verliehen am 11. September 1963